# 三谷礼二
三谷 礼二（みたに れいじ、1934年（昭和9年）10月18日 - 1991年（平成3年）3月20日）は、日本の映画俳優、オペラ演出家。俳優としての芸名は秋津礼二。秋津禮二名義もある。妻の藤本ひかりの父は文学者・詩人の野上彰（本名：藤本登）。三谷の祖父は三菱鉱業会長の三谷一二。父は三菱石油取締役の三谷雄一郎。母は男爵で元海軍中将・貴族院議員の宮原二郎の三女・萩枝。

## 経歴
東京府生まれ。1957年（昭和32年）学習院大学政経学部政治科中退。
1957年（昭和32年）日活映画『孤獨の人』出演により大学を除籍（詳細は後述の「エピソード」を参照）され、そのまま日活に入社。その後、日活の俳優として『幕末太陽伝』『果しなき欲望』など映画16本に出演。胃かいようの手術を経て、1964年（昭和39年）から2年間欧米を渡り歩き、帰国後は自由劇場の創立に参画。1967年（昭和42年）日活を退社。
1969年（昭和44年）畑中良輔・栗山昌良・若杉弘・杉田村雄とともに「『室内歌劇』を通じ、今日における劇場音楽芸術の可能性を追求し、以って我が国のオペラ振興に寄与する事」を目的として東京室内歌劇場を創立。1970年（昭和45年）吉井澄雄、金森馨、小谷喬之助、鈴木敬介、若杉弘等とともに第二国立劇場についての私的な研究会「劇場会議」を結成。1971年（昭和46年）東京室内歌劇場第二期公演3 モーツァルト『カイロの鵞鳥』においてオペラ演出家としてスタート。以後、二期会、東京室内歌劇場、関西歌劇団などを中心に数多くのオペラを演出。また、西澤敬一や、伊勢谷宣仁、中津邦仁、中村敬一などを演出助手に起用し次世代の演出家へと育てた。岩田達宗も、粟國安彦と三谷の最後の仕事に関わりオペラに誘われたと語っている。三谷については「天才」「あちこちでつむじ風を起こしていた放埒（ほうらつ）な革命児」「映画、芝居、ミュージカル、全ての舞台芸術に魅入られたオペラ演出界の鬼才」といった枕言葉で語られる。特に1974年（昭和49年）プッチーニ『蝶々夫人』は、独創的な演出が大反響を巻き起こし、吉田秀和が「日本のオペラ界にも《自分の魂の底》から生まれてきたイデーによって仕事をする才能がついに出現した」と書き「日本一の演出家」とその傑出した才能を絶賛した。しかし、この頃から病魔に冒され、1978年（昭和53年）食道静脈りゅう、1982年（昭和57年）から数度にわたる肝臓がんの手術を受けるが、1984年（昭和59年）ヴェルディ『椿姫』で復帰した。1990年（平成2年）2月二期会『蝶々夫人』に到るまで、合計で54本にのぼるオペラ演出を務めた。
1991年（平成3年）3月20日、第二国立劇場の実現を見ることなく、心不全のためわずか56歳で没した。

## 主な出演映画
- 1957年（昭和32年）孤獨の人（秋津禮二）
- 1957年（昭和32年）青春の冒険（秋津礼二）
- 1958年（昭和33年）白い悪魔（秋津礼二）
- 1958年（昭和33年）美しき不良少女（秋津礼二）
- 1958年（昭和33年）果しなき欲望（秋津礼二）

## 主な著書
- オペラのように 1992/06/22 筑摩書房 ISBN 9784480871992
- オペラとシネマの誘惑 2006/1 清流出版 ISBN 9784860291440

## 関連書籍
- 朝比奈隆のオペラの時代－武智鉄二、茂山千之丞、三谷礼二と伴に 押尾愛子（著）2014/12/25 図書新聞 ISBN 9784886114617

## 主な受賞歴
- 1971年度（昭和46年度）第3回鳥井音楽賞（のちのサントリー音楽賞）1972年（昭和47年）[1]
- 1973年（昭和48年）モービル音楽賞（東京室内歌劇場として受賞）[18]

## エピソード
- 上皇明仁の皇太子時代に、同級生らが東宮侍従らをだまして銀座に連れ出した“銀ブラ事件”を中心に日常を描いた西河克己監督『孤獨の人』では、撮影協力は演劇部だった三谷が行った。撮影中に三谷の自宅が右翼に取り囲まれ、製作の日活に右翼から脅迫状が届き、監督西河の自宅にピストルの弾が送られてくるなどした[19]。学習院は皇室を利用しての金儲けや実在する皇太子をテーマにすることを批判し、映画化への協力を断り学生にも関わらないように指示していた。生徒の舟山役で学習院大学在学中だった三谷が秋津禮二の名で出演したが、出演を取りやめるように大学から勧告を受けるものの従わなかったため、院長安倍能成から退学処分を受けた。監督の西河は責任を感じて三谷を日活俳優部に誘い、三谷は秋津の名でいくつかの映画に出演したあと、宣伝部に移り[3]『キューポラのある街』の宣伝を担当した[19]。
- 畑中良輔によると、東京室内歌劇場設立にあたり、三谷は友人でカフェレストラン「ジロー」を経営する沖広治から融資を取り付けたという[20]。なお、沖は1973年（昭和48年）からウィンナーワルド・オペラ賞（のちのジロー・オペラ賞）を創設し、オペラ界の発展に多大な貢献をしている。